# Cheroet
Cheroet (Hebreeuws: חרות, vrijheid) was de belangrijkste rechtse politieke partij in Israël vanaf 1948 tot haar opgaan in de Likoedpartij in 1988. Zij was een partij van en voor revisionistische zionisten, en aanvankelijk vooral bekend vanwege gewapende acties van een deel van haar leden.

## Geschiedenis
Cheroet werd door  Menachem Begin opgericht op 15 juni 1948 als opvolger van Irgun, een  militante paramilitaire groep in het mandaatgebied Palestina, die terreurdaden niet schuwde. De nieuwe partij vormde een uitdaging voor de Hatzoharpartij die door Ze'ev Jabotinsky was opgericht.

### Open brief
Albert Einstein, Sidney Hook, Hannah Arendt en vijfentwintig andere prominente Joden veroordeelden de partij van Begin - in een brief aan de New York Times van 4 december 1948 - als "fascistoide" (close akin) en als "een mengeling van ultranationalisme, religieus mysticisme en raciaal superioriteitsdenken".

### Programma
Centraal in het programma voor de eerste parlementsverkiezingen 1949 stond een neen tegen
1. terugtrekking van het Israëlisch defensieleger en
2. onderhandelingen met Arabische staten.

De partij keerde zich, zowel voor als na de verkiezingen,  sterk tegen de wapenstilstandsbesprekingen. Cheroet onderscheidde zich door te weigeren de wettigheid van het Hashemitische koninkrijk Jordanië te erkennen en gebruikte vaak de slogan “Naar de oever van de Jordaan!” om Israëls recht op heel Israël/Palestina te claimen. De partij behaalde in deze verkiezingen veertien zetels in de Knesset (11,5% van de kiezers).

### Duitsland
David Ben Gurion wilde begin jaren 1950 het “nieuwe Duitsland” erkennen in ruil voor heel grote herstelbetalingen. Dit wekte veel beroering en tegenstand, vooral onder overlevenden van de Shoah. Menachem Begin (en zijn oppositiepartij) maakte de zaak van de tegenstanders tot de zijne. Volgens sommigen probeerde men de publieke opinie mee te krijgen door de “Israel Kastnerzaak” uit te baten. Namens de leiders van de Yishoev had Kastner, die zoveel mogelijk Joden uit handen van de nazi's wilde redden, met hen onderhandeld, zelfs met Adolf Eichmann. Dat was echter op niets uitgelopen. Nu werd hij echter voor de rechtbank beschuldigd van collaboratie met de nazi's. Zijn vroegere bazen hielden hun mond en uiteindelijk verloor hij de zaak. Mapai won de verkiezingen. Ben Gurion kwam terug in de politiek als premier (ten koste van Moshe Sharett ). Kastner werd vermoord door woedende Holocaustoverlevenden.

### Arabisch-joodse immigranten
Arabisch-joodse immigranten hadden het moeilijk in het toch  progressieve, in meerderheid Asjkenazische Israël. Zij werden gemarginaliseerd en het lukte hen niet zich in een politieke partij te verenigen. Steeds viel men weer uiteen in etnische groepen: Jemenitisch-joods, Marokkaans-joods, Irakees-joods enz. Het was de Cheroetpartij van Begin die een uitlaatklep bood voor hun sociale en economische frustraties.

### De weg naar de macht
Voor de Zesdaagse Oorlog was Cheroet nooit aanvaardbaar geweest als regeringspartij. Met de oorlog kreeg Begin zijn eerste ministerschap (tot 1970). Na het samenwerkingsverband Gahal (met de Liberale partij) vormde hij met Ezer Weizmann en Ariël Sharon in de jaren '70 de combinatie Likoed (Hebreeuws voor cohesie). In 1988 ging deze als de Likoedpartij verder.
Israëlische politieke partijen in de 25e Knesset
Likoed · Yesh Atid · Partij van Nationale Eenheid (Blauw en Wit / Veerkracht voor Israël · Nieuwe Hoop) · Shas · Religieus-Zionistische Partij · Verenigd Thora-Jodendom (Agudat Yisrael · Degel HaTorah) · Otzma Yehudit · Yisrael Beiteinu · Ra'am · Hadash-Ta'al · Arbeidspartij · Noam
Israëlische politieke partijen buiten de 25e Knesset (vaak voormalige partijen)

Ale Yarok · Balad · Cheroet · Derech Eretz · Gezamenlijke Lijst · Hatnua · Het Joodse Huis · Hetz · Kach · Kadima · Kulanu · Meemad · Meretz · Nationaal-Religieuze Partij · Nieuw Rechts · Shinui · Unie van Rechtse Partijen · Yachad · Yamina · Zionistische Unie